# Fliehkraftregler

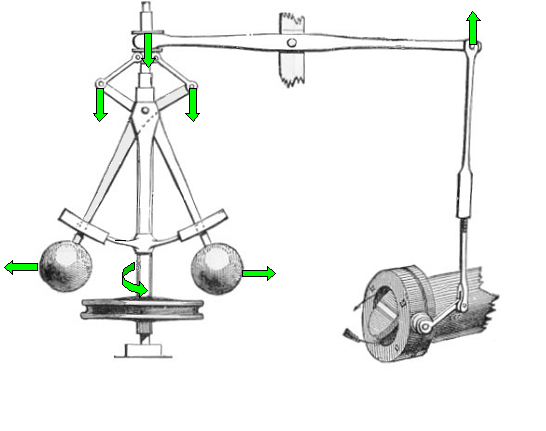
Fliehkraftregler

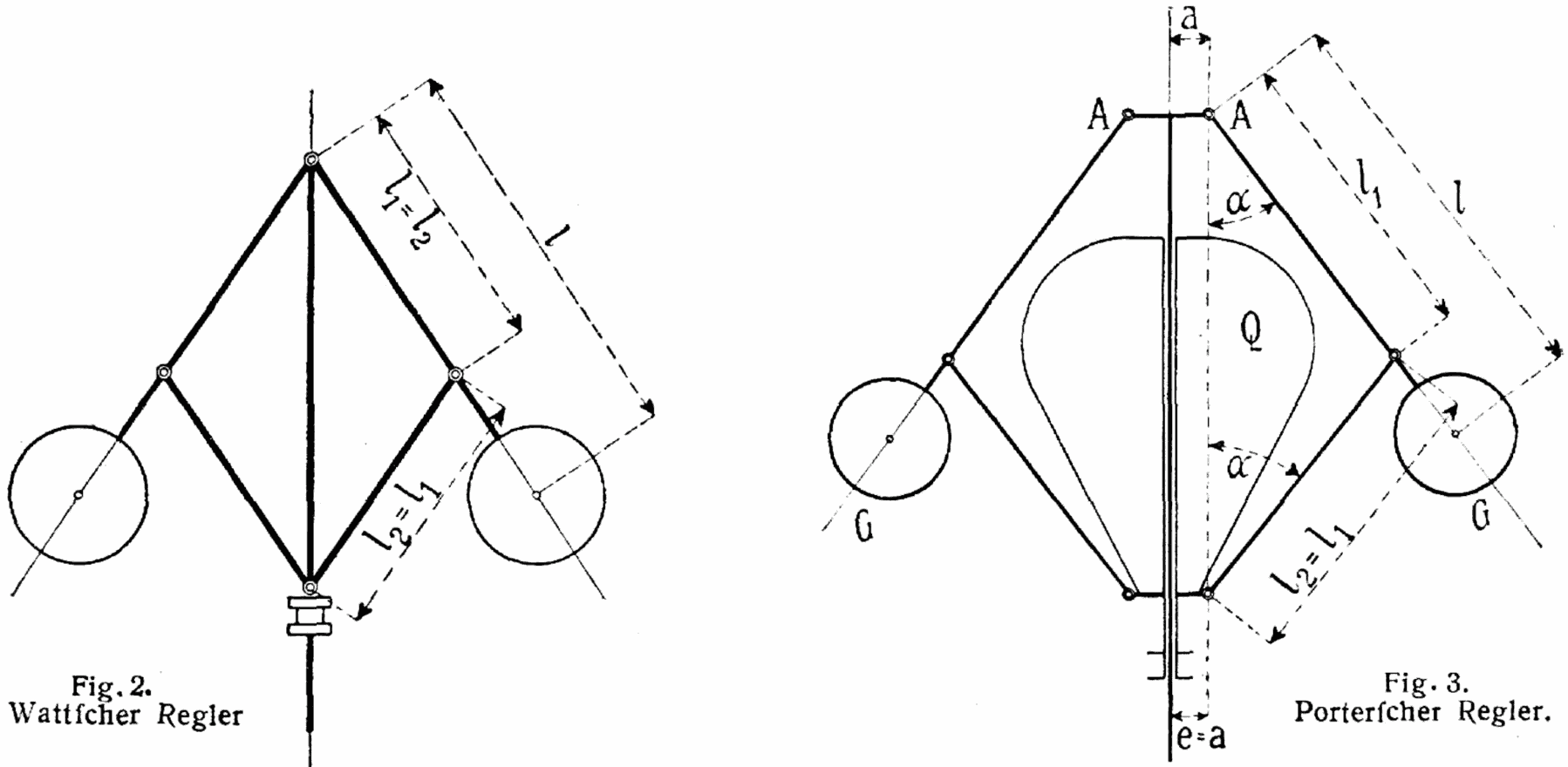
Wattscher Regler (links) und Porterscher Regler (rechts)

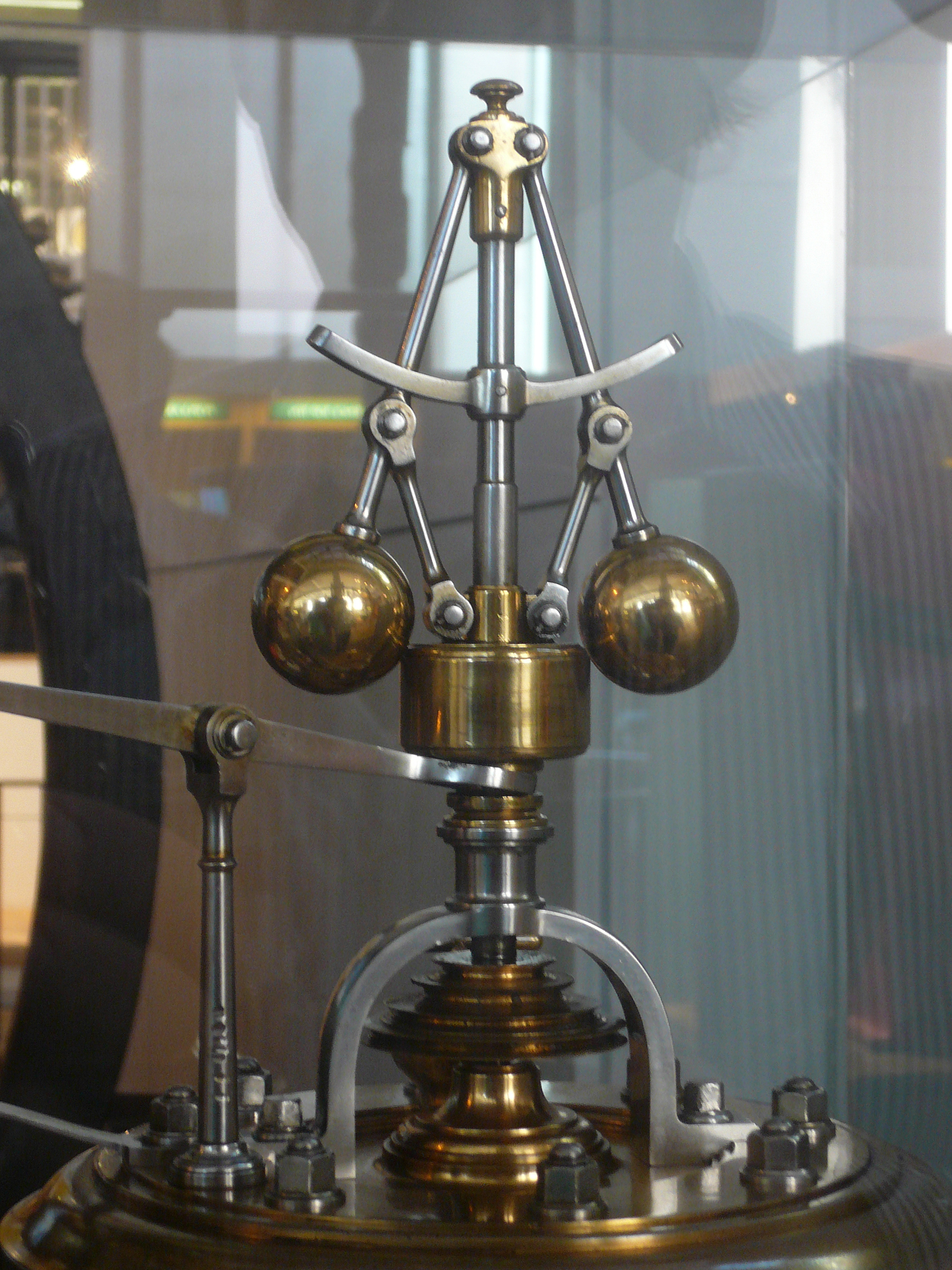
Fliehkraftregler

Der Fliehkraftregler ist ein Maschinenelement, das die Fliehkraft zur Regelung der Drehzahl einer Maschine nutzt.
Der bereits aus dem Mühlenbau bekannte Fliehkraftregler wurde 1788 von James Watt in den allgemeinen Maschinenbau eingeführt. James Watt benutzte den Fliehkraftregler, um die Arbeitsgeschwindigkeit der von ihm verbesserten Dampfmaschine konstant zu halten. Die Dimensionierung (Dynamik des Einschwingverhaltens, Schwingungsneigung und Regelcharakteristik) der Fliehkraftregler für diese Aufgabe war die Geburtsstunde der modernen, mathematischen Regelungstechnik.

## Funktion und Bauarten

### Gewichtskraft als Gegenkraft
Die frühe Bauform zur Regelung an Dampfmaschinen wurde über einen Riemen angetrieben, sie nutzte die Gewichtskraft als rückstellende Kraft. In Ruhe ist die Drosselklappe der Dampfleitung zur Dampfmaschine vollständig geöffnet. Mit Bewegung des Kolbens der Dampfmaschine beginnt sich der Fliehkraftregler zu drehen. Durch diese Drehung werden die zwei Gewichte (z. B. aus Gusseisen) durch die Fliehkraft immer weiter gegen die Schwerkraft nach oben und außen gezogen. Über einen Gelenk- und Hebelmechanismus (siehe Kniehebel) wird in der Dampfleitung der Maschine eine Drosselklappe betätigt, die die Zufuhr des Dampfes zur Maschine verringert. Die Maschine läuft daraufhin langsamer, bis sich ein stabiler Zustand bzw. eine konstante Drehzahl einstellt. Diese Anordnung ist ein Beispiel für einen Regelkreis mit negativer Rückkopplung (Je schneller die Maschine läuft, desto weniger Dampf wird ihr zur Verfügung gestellt). Problematisch ist die Konstruktion durch den Antriebsriemen: Gibt es keine Übertragung des Geschwindigkeitssignals von der Welle auf den Regler, z. B. durch einen gerissenen Treibriemen, so öffnet der Regler die Dampfzufuhr vollständig. Die Dampfmaschine läuft mit maximaler Drehzahl, bis sie entweder notabgeschaltet wird oder sich selbst zerstört.

### Feder als Gegenkraft
Insbesondere zum Erreichen einer lageunabhängigen Funktion verwendete man später meist Federn als Rückstellkraft.
Beispiele:
- Nummernschalter (ugs. Wählscheibe, die jedoch nur das sichtbare Bedienelement des Nummernschalters darstellt) an älteren Telefonen: bei dem sich die Fingerlochscheibe (ugs. ebenfalls Wählscheibe)  fliehkraftgeregelt zurückdreht, um die Impulsfolge der Wählimpulse konstant zu halten; der Regler arbeitet auf einer kleinen Trommelbremse.
- Federwerk von Grammophon, Filmkamera, Fotoapparat, Spieldose
- Fliehkraftregler mit Kontakten auf der Ankerwelle von Gleichstrommotoren (insbesondere Reihenschlussmotoren): die Kontakte geben über Schleifringe im Stromkreis einen Vorwiderstand frei und halten die Drehzahl konstant. Hierdurch wird das hohe Anlaufdrehmoment erhalten.
- In Spieluhren wird die Abspielgeschwindigkeit mittels eines Fliehkraftreglers geregelt, bei dem die Gewichte aus Gummi durch Reibung an einem der Lagerschilde des Reglers eine Bremse darstellen.